# (1548) Palomaa
(1548) Palomaa – planetoida z pasa głównego asteroid okrążająca Słońce w ciągu 4 lat i 239 dni w średniej odległości 2,79 au. Została odkryta 26 marca 1935 roku w Obserwatorium Iso-Heikkilä w Turku przez Yrjö Väisälä. Nazwa planetoidy pochodzi od Mattiego Hermana Palomaa (1871-1947), fińskiego chemika. Przed nadaniem nazwy planetoida nosiła oznaczenie tymczasowe (1548) 1935 FK.